# George Wythe McCook

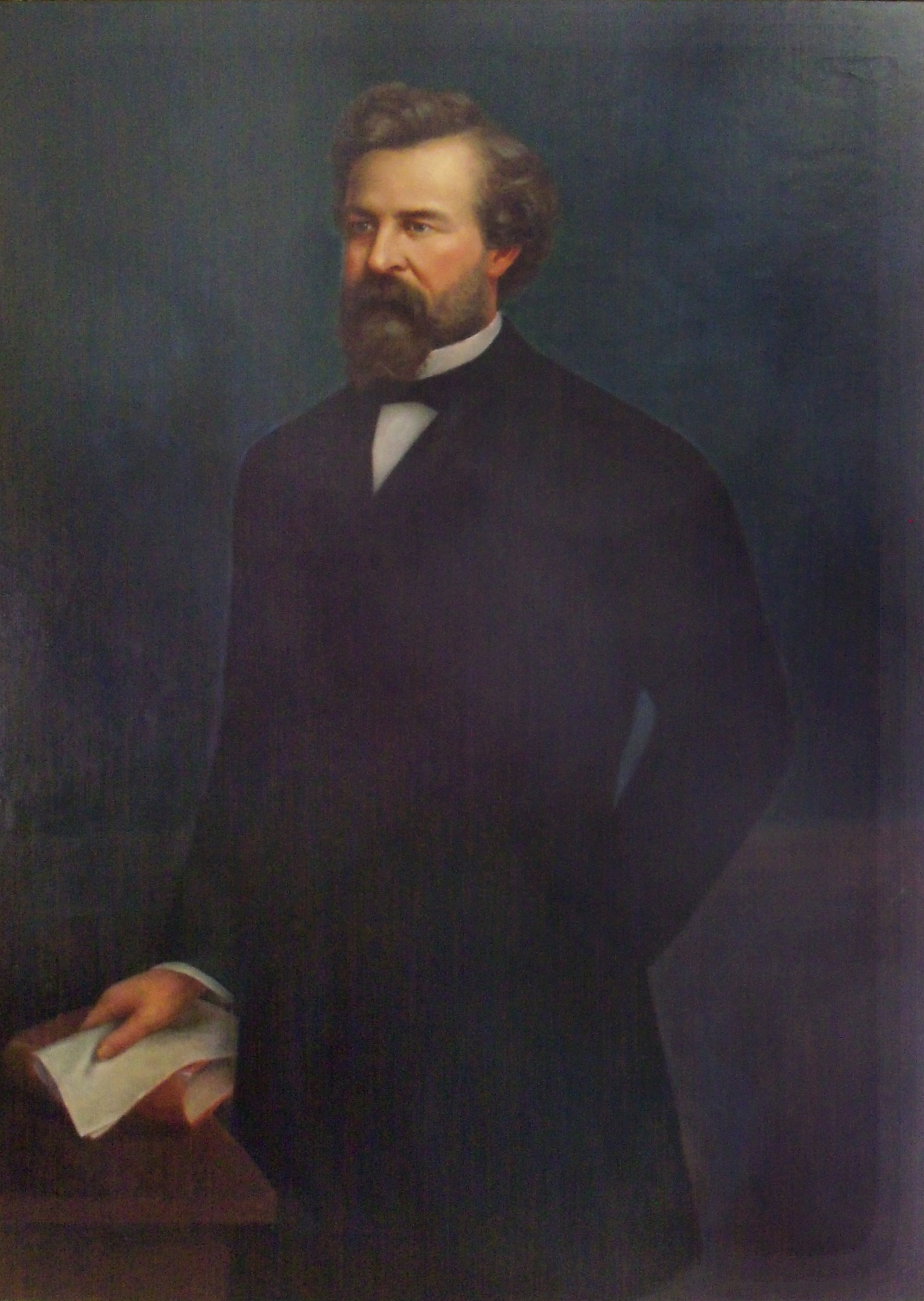
George Wythe McCook

George Wythe McCook (* 21. November 1821 in Canonsburg, Pennsylvania; † 28. Dezember 1877 in Steubenville, Ohio) war ein US-amerikanischer Jurist, Offizier und Politiker (Demokratische Partei). Er war von 1854 bis 1856 Attorney General von Ohio. Außerdem gehörte er zu den Fighting McCooks, einer berühmten Militärfamilie, welche mehr als ein Dutzend Offiziere während des Bürgerkrieges stellte.

## Frühe Jahre
George Wythe McCook, Sohn von Martha Latimer (1802–1879) und des Attorney Daniel McCook, wurde 1821 im Washington County geboren. Er war eines von zwölf Kindern. Davon waren neun Jungen und drei Mädchen. Die Familie zog 1826 nach Ohio und ließ sich dort zuerst in New Lisbon (Columbiana County) nieder und später in Carrollton (Carroll County). Er graduierte an der Ohio University. Anschließend studierte er Jura bei Edwin M. Stanton und wurde danach sein Partner. Die Wirtschaftskrise von 1837 überschattete die Folgejahre. Während des Mexikanisch-Amerikanischen Krieges diente er als Offizier im 3. Infanterieregiment von Ohio. Bei Kriegsende war er dessen Kommandeur.
Zwischen 1854 und 1856 war er Attorney General von Ohio und gab in dieser Zeit den ersten Band von Ohio State Reports heraus. Während seiner Amtszeit war er spezialisiert auf Eisenbahnrecht. Seine Befähigung in diesem Gebiet machte die Steubenville and Indiana Railroad Company auf ihn aufmerksam. Nach seiner Amtszeit sandte ihn daher das Unternehmen wegen Rechtsgeschäften nach Europa.
McCook nahm 1860 als Delegierter an der Democratic National Convention in Charleston (South Carolina) teil.

## Bürgerkrieg
Zur Kriegsbeginn ernannte Gouverneur von Ohio William Dennison junior ihn und drei weitere zu den ersten Brigadegenerälen von Ohio, welche die Staatstruppen führen sollten, aber aufgrund seines schlechten Gesundheitszustandes, welcher eine Folge seiner Dienstzeit in Mexiko war, konnte McCook die Ernennung nicht annehmen. Später wurde er zum Lieutenant Colonel im 2. Infanterieregiment von Ohio ernannt. Er verbrachte dann viel seiner Zeit damit Freiwillige für neue Regimenter zu rekrutieren. Gouverneur William Dennison benannte ihn dann zum Adjutant General von Ohio. Später wurde er zum Colonel im 157. Infanterieregiment von Ohio (Hundred Days Regiment) ernannt. Er war Stellvertretender Kommandierender Offizier des Kriegsgefangenenlagers in Fort Delaware. Am 13. März 1865 wurde er zum Brevet-Brigadegeneral ernannt.

## Späte Jahre
Nach dem Ende des Krieges nahm er wieder seine Tätigkeit als Jurist auf, verfolgte aber auch weiterhin eine politische Laufbahn. 1871 kandidiert er für das Amt des Gouverneurs von Ohio. Er verlor die Wahl gegenüber einen früheren Unionsarmeeoffizier Colonel Edward F. Noyes mit mehr als zwanzigtausend Stimmen.
McCook und Reverend Dr. Charles Beatty waren die größten Spender beim Bau der Second Presbyterian Church in Steubenville, wo er als Trustee tätig war. Er verstarb dort und wurde dann auf dem Union Cemetery beigesetzt.